# Fukuititan
Fukuititan é um gênero de dinossauro saurópode do Cretáceo Inferior do Japão. Há uma única espécie descrita para o gênero Fukuititan nipponensis.